# Tusnelda

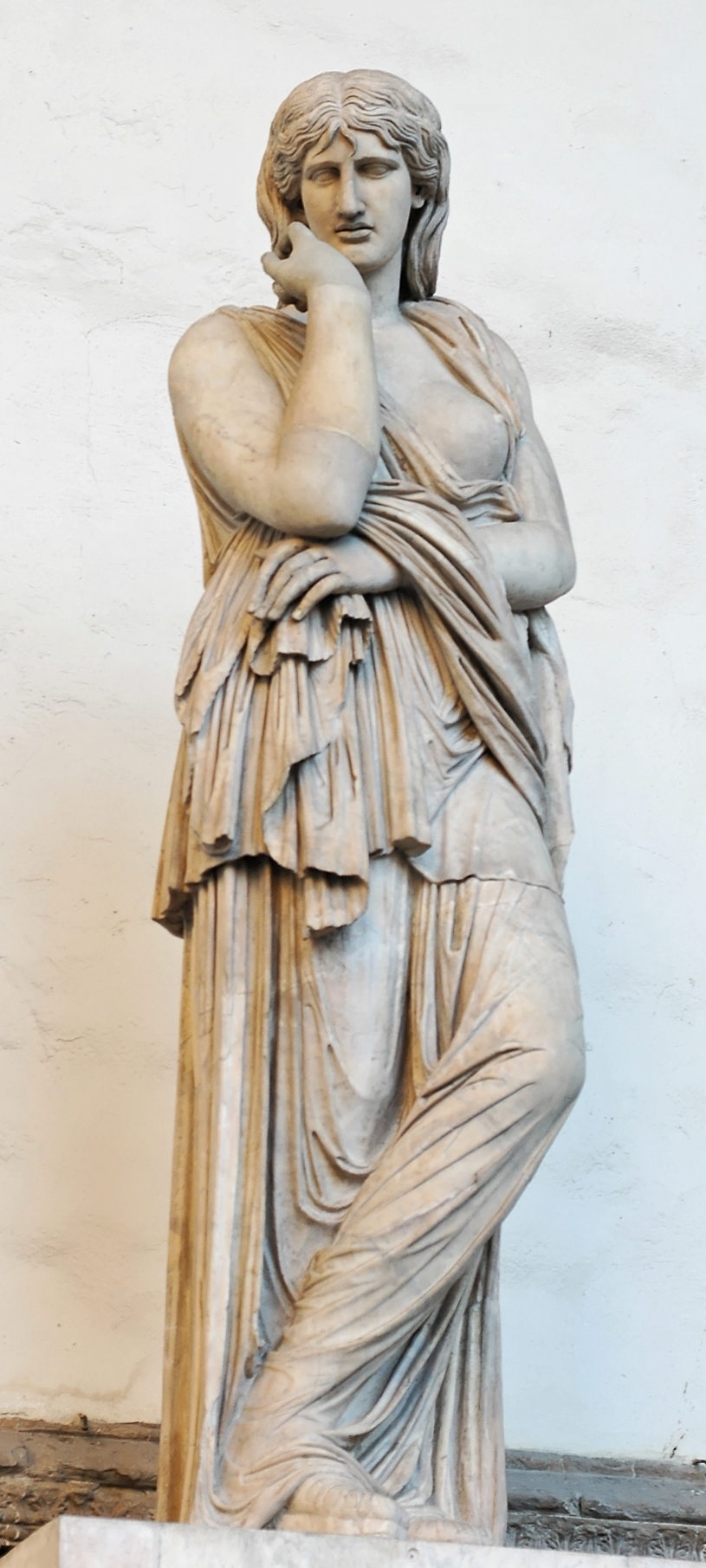
Estátua de uma prisioneira bárbara, tradicionalmente interpretada como sendo Tusnelda. Restauração da original do século II, na Loggia dei Lanzi, em Florença.

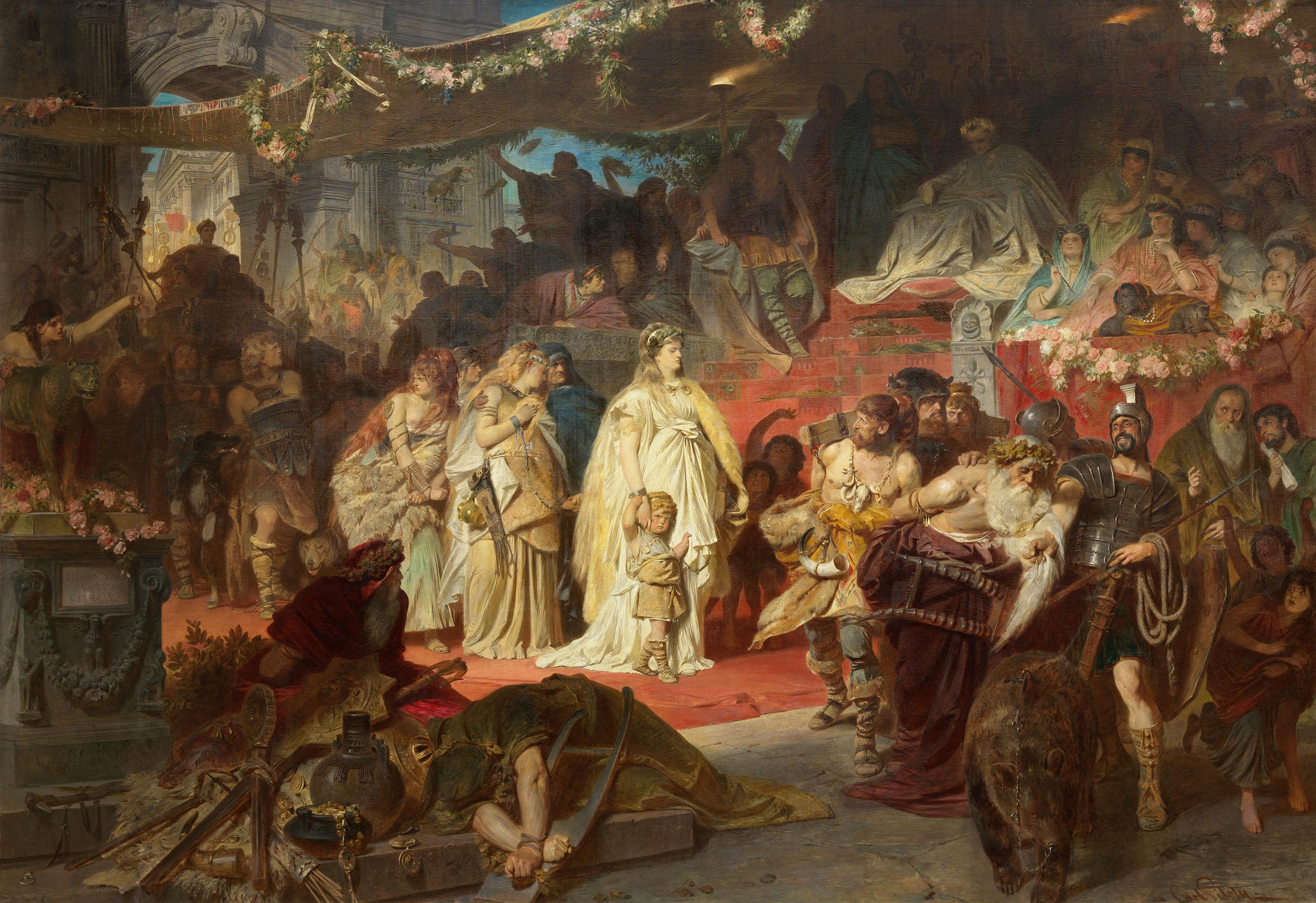
Tusnelda no Triunfo de Germânico, de Karl von Piloty, 1873

Tusnelda (em grego no relato de Estrabão, Θουσνέλδα, Thousnélda; reconstruções propostas do germânico incluem Þúsnelða e þu:səñɛlða. c. 10 a.C. – desconhecido) foi uma nobre germânica, filha de Segestes e esposa de Armínio. Ela foi capturada pelo general romano Germânico durante sua invasão de Germânia. Tácito e Estrabão citam sua captura como prova da firmeza e coibição das armas romanas.

## Biografia
Tusnelda era filha do príncipe Segestes, príncipe querusco pró-romano. Em 9 AD, Armínio, o futuro marido de Tusnelda, liderou uma coalizão de tribos germânicas que derrotaram as legiões de Públio Quintílio Varo na Batalha da Floresta de Teutoburgo. O conflito entre o Império Romano e as tribos germânicas continuou após a Batalha da Floresta de Teutoburgo, e Armínio raptou e engravidou Tusnelda por volta do ano 14, provavelmente como resultado de uma disputa com seu pai pró-romano.
Em maio do ano 15, Tusnelda foi capturada por Germânico, que comandou a invasão da Germânia. Ela estava grávida e morava com o pai, que a havia sequestrado de Armínio em algum momento. Foi Segestes quem a entregou a Germânico, depois que este salvou-o expulsando as forças de Armínio, que sitiaram Segestes. Armínio lamentou profundamente a perda de Tusnelda e não se casou novamente. De acordo com Tácito, Armínio foi "levado ao frenesi" com a perda de sua esposa.
Durante seu cativeiro, Tusnelda deu à luz a ela e o único filho de Armínio, Tumélico. Na Batalha do rio Weser, Armínio se envolveu em uma disputa famosa com seu irmão Flavo, que ainda servia no exército romano. Flavo informou a Armínio que Tusnelda estava sendo bem tratada —  como, ele afirmava, era típico de Roma. Em 26 de maio de 17, Tusnelda e seu filho foram exibidos como troféus valiosos do triunfo concedido a Germânico. Durante o desfile triunfal, seu pai foi forçado a assistir das arquibancadas. Historiadores contemporâneos evidenciam o desconforto com sua exibição como evidência da vitória romana na Germânia, já que Armínio havia resistido à captura. Detalhes da vida de Tusnelda após o triunfo de 17 e a data de sua morte são desconhecidos.
O filho de Tusnelda, Tumélico, foi treinado na escola de gladiadores em Ravena e acredita-se que morreu em um show de gladiadores ainda jovem. Tácito escreveu que relataria o destino de Tumélico "no momento adequado" — isto é, quando ele discutisse o ano em questão em sua crônica. As principais lacunas no texto dos Anais são nos anos 30 e 31, e entre os de 37 e 46, de forma que pode ser que Tumélico tenha morrido então, aos 15 ou 16 anos ou entre 22 e 31 anos.